# 123 Brunhilda
123 Brunhilda (mednarodno ime 123 Brunhild) je asteroid tipa S v glavnem asteroidnem pasu.

## Odkritje
Asteroid je 31. julija 1872 odkril Christian Heinrich Friedrich Peters (1813 – 1890).. Poimenovan je po Brunhildi iz nordijske mitologije.

## Lastnosti
Asteroid Brunhilda obkroži Sonce v 4,42 letih. Njegova tirnica ima izsrednost 0,122, nagnjena pa je za 6,428° proti ekliptiki. Njegov premer je 48,0 km, okoli svoje osi se zavrti v 10,04 urah.